# Лія Ніл
Лія Ніл  (англ. Lia Neal, 13 лютого 1995) — американська плавчиня, олімпійська медалістка.

## Виступи на Олімпіадах
| Олімпіада   | Дисципліна                                        | Місце |
| ----------- | ------------------------------------------------- | ----- |
| Лондон 2012 | естафета 4 × 100 вільним стилем                   | 3     |
| Ріо 2016    | естафета 4х100 вільним стилем (попередні запливи) | 2     |

## Зовнішні посилання
- Досьє на sport.references.com [Архівовано 15 грудня 2012 у Wayback Machine.]